# 有線解僱新聞部員工風波
有線解僱新聞部員工風波，是指2020年12月1日起，有線電視解僱40名新聞部員工引起的風波，當中涉及招牌節目，曾製作多項獲獎偵查報道的《新聞刺針》全組被裁走，員工追問裁員準則被拒，結果引發大量員工辭職抗議。新聞刺針過往曾經做過一些對反送中運動和針對建制派的報道，部分人質疑有線新聞裁員是政治決定。

## 背景
在2020年8月起，有線新聞部空降了一群管理層，包括謝燕娜、李臻和陳興昌，許方輝於2020年9月加入。。2020年8月21日，有線新聞解僱三名工程部資深員工，二百多名員工聯署抗議，數天後總主播王春媚宣布辭職，於10月初離任。
另外，《新聞刺針》歷年做了不少偵查報道，當中觸及一些中港政治議題，例如探討建制派多番引用的民意調查機構調查不科學，代表性存疑，懲教署生產的CSI口罩流出市面問題，中學教科書被教育局政治審查，部分立法會議員、政協等人士接受未獲當地政府認可的美國和加拿大學術機構銜頭等。

## 宣布決定當日
12月1號，有線新聞正式宣布裁走40個員工，當中大部份都是資深員工，在新聞部服務多年，包括《新聞刺針》全組記者。新聞部員工向管理層追問裁員準則，但四位高層都只表示是要架構重組和節省資源，陳興昌更加以「爛仔」形容據理力爭的員工。另外，被裁的員工的主管事前亦不知道這個決定。有員工質疑，自從邱達昌入主之後，有線新聞部的新聞自由已逐步收緊，進一步解僱整組《新聞刺針》，令人質疑以後有線還可不可以做偵查報道。
事件觸發未有被裁的新聞部員工遞信辭職抗議，包括港聞組16個編採人員，僅8個人留下。另外，有線中國組，以及多個部門主管亦決定集體請辭。

## 後續風波和外間關注

### 外間評論
浸大新聞系高級講師呂秉權形容，事件對員工的士氣影響好大，日後很難收服，又說事件涉政治因素，有線財政狀況不是那麼差，估計上層是想換血，加入更多信得過的人。
記協主席楊建興說，新聞刺針整組人被裁，使人擔心是否有非財政的考慮，做過一些對反送中運動和親中派民調操作的報道，所以有線面對一定的政治壓力，管理層可能因此向新聞刺針「開刀」。

### 李臻被指合作溫和採訪林鄭月娥
在公佈解僱決定之後，有傳媒報導了一段之前李臻專訪特首林鄭月娥入面，未有播出的一段片段。當中林鄭月娥批評他的訪問技巧溫和，李臻指第二節會「硬淨些」，林鄭就引述新聞秘書指有線「好合作、好配合」。新聞工作者區家麟批評，這樣表示他的表現已經是「新聞秘書高官界」的共識，不會擔心他提出的問題尖銳，對記者來說是一種終極恥辱。

### 香港以外關注
台灣民進黨副秘書長林飛帆說，香港政府打壓壹傳媒，加上有線裁員事件，都大大影響了香港新聞自由，質疑中共近期種種動作都有很大的政治目的。